# Mönch
Le Mönch est un sommet individualisé situé en Suisse dans les Alpes bernoises.

## Toponymie
Mönch, dont la traduction actuelle de l'allemand est un « moine », proviendrait en fait du mot münche désignant un alpage pour les hongres en estive. Ainsi, les graphies antérieures étaient Münchenberg puis Münch.

## Géographie

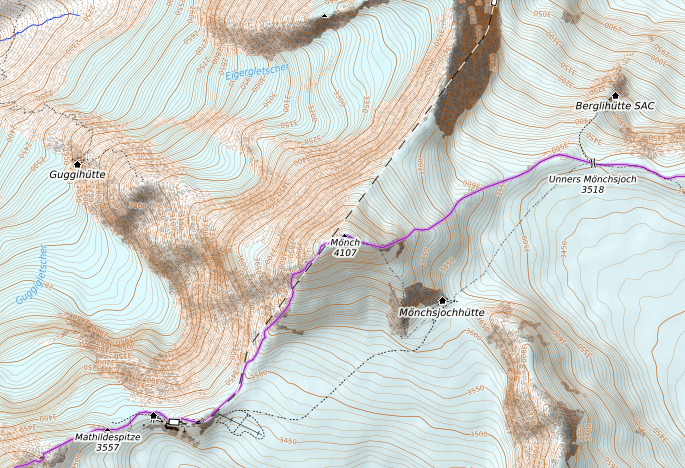
Carte topographique du Mönch.

### Situation
Le Mönch est situé entre l'Eiger et la Jungfrau. Il se trouve à proximité de la station supérieure du chemin de fer de la Jungfrau qui a été construite au Jungfraujoch, un col entre le Mönch et la Jungfrau.

### Topographie
Le versant nord du Mönch domine de près de 2 000 m le col de la Kleine Scheidegg. La face sud, moins haute, s'adosse au Jungfraufirn, une des langues glaciaires du glacier d'Aletsch. La courte face nord-est est glaciaire et le versant ouest est très complexe mais n'aboutit pas directement au sommet.

## Alpinisme
La première ascension fut revendiquée en 1855 par la princesse roumaine Helene Koltsov-Maqsalsky, connue sous son nom de plume Dora d'Istria, qui raconta son ascension dans La Suisse allemande et l'ascension du Moench (1856), avec quatre guides (Peter Bohren, Peter Jaun, Ulrich Lauener et Christian Almer). Elle fit signer pour 1 000 francs suisses un certificat d'ascension par ses guides (Almer refusa). Cette ascension fut rapidement mise en doute notamment par John Ball et par Leslie Stephen ainsi que par Gottlieb Samuel Studer dans son Uber Eis und Schnee (1896), qui jugeait la description de l'itinéraire trop vague et le temps de descente bien trop court, et qu'ils avaient plutôt dû atteindre le Klein Mönch (3 687 m), trompés par le mauvais temps.

### Ascensions
- 15 août 1857 - Première ascension incontestée, par l'arête nord-est, par Siegismund Porges avec les guides Christian Almer, Ulrich Kaufmann et Christian Kaufmann.
- 1863 - Ascension par l'arête sud-est (voie normale), par R.S.S. MacDonald avec les guides Christian Almer et Melchior Anderegg.
- 13 juillet 1866 - Éperon nord-ouest du Nollen par Edmund von Fellenberg avec les guides Peter Egger et C. Michel[6].
- 17 janvier 1874 - Première ascension hivernale par le professeur Fritz Bischoff, les guides Peter Bohren, Peter Egger et les porteurs Peter Michel père et fils.
- 19 juin 1904 - Versant est-nord-est par Gustav Adolph Hasler et Christian Jossi.
- 1921 - Face nord par Hans Lauper et Max Liniger.

## Culture
Le Mönch fait partie des montagnes qui apparaissent sur la photo officielle de 2024 du Conseil fédéral.